# Runic (Band)
Runic ist eine spanische Metal-Band und wurde 2000 in Castellón gegründet.

## Geschichte
Das Demo Awaiting the Sound of the Unavoidable, wurde im Jahr 2001 aufgenommen und ist inzwischen ein seltenes Sammlerstück. Internationale Aufmerksamkeit erregte die Band mit dem 2006 veröffentlichten Album Liar Flags, für das zahlreiche Reviews in Metal-Magazinen erschienen.

## Stil
Der Stil wurde manchmal als Melodic Death Metal und epischer Death Metal oder als Viking Metal beschrieben. Die Mehrheit ging aber davon aus, dass es sich beim Stil um Pagan Metal handelt. Die Band sagte von sich selber, dass sie eine große Bewunderung für die Wikinger hat. Der Einsatz von mittelalterlichen Instrumenten, wie z. B. der Drehleier oder dem Dudelsack rechtfertigte aber die Bezeichnung einer Pagan-Metal-Band. Weiterhin wurden auch traditionelle spanische Folkinstrumente benutzt.

## Diskografie
- 2001: Awaiting the Sound of the Unavoidable (Demo)
- 2006: Liar Flags (Album, Massacre Records)